# Héctor Campana
Héctor Oscar “Pichi” Campana (Córdoba, 10 de noviembre de 1964) es un exbasquetbolista y político argentino. Fue vicegobernador de Córdoba entre 2007 y 2011.

## Biografía
Es hijo de Aníbal Cristóbal Campana y de María Esther Marcomini. Sus padres nacieron en San Marcos Sud, en el interior de la provincia de Córdoba. Se casaron y vinieron a vivir a Córdoba, donde Héctor nació el 10 de noviembre de 1964. Su padre trabajó en un frigorífico y, con el correr de los años, comenzó su actividad como taxista.
Su infancia transcurrió en barrio General Paz asistiendo al colegio Escuelas Pias. Comenzó sus estudios primarios en la escuela Ricardo Güiraldes de barrio Yapeyú, y terminó el secundario en el Instituto Escuelas Pías. Integró la Selección Nacional de Básquetbol que participó en los Mundiales de España en 1986, de Argentina en 1990 y de Canadá en 1994.

### Carrera deportiva
Su carrera como baloncestista nació por casualidad, ya que su padre pagaba la cuota del Club Española (hoy el Polideportivo Municipal General Paz), que quedaba a pocas cuadras de casa, pero al que Héctor solo iba en verano a la pileta. Poco después, le insistieron para que usara las instalaciones durante el resto del año. Fue así como a los 11 años decidió probar con el básquetbol. Así se despertó su interés por este deporte y a los 15 años ya era jugador de Primera.
A los 16 años llegó a jugar la final del Campeonato Argentino en Neuquén en representación de Córdoba. Era el jugador más joven del encuentro.
El juego limpio, el respeto a las reglas, la solidaridad, el asumir desafíos cada vez más importantes, fueron enseñanzas y valores que el deporte le transmitió en una carrera que duró más de 20 años. Una carrera donde también aprendió la responsabilidad de defender el nombre de Córdoba ante el país y el mundo.
Su carrera deportiva tuvo varios momentos difíciles, como el haber sufrido numerosas y serias lesiones, operaciones y duros meses de rehabilitación que para otros jugadores hubiera significado el fin de una carrera. Ya recuperado, pudo desarrollar su actividad como deportista profesional en un alto nivel hasta los 39 años. Fue durante esa etapa cuando consiguió junto a Atenas el campeonato de la Liga Sudamericana.

### Fundación Corazoncito
Durante el quinto mes de embarazo de su esposa se supo que la beba tenía un problema cardíaco, que la llevó a tener 11 intervenciones quirúrgicas desde su nacimiento. Allí, Pichi conoció a médicos del Servicio de Cirugía Cardiovascular del Hospital de Niños de Córdoba, con quienes decidió dar vida a la Fundación Corazoncito.
Desde 1997 la labor de la Fundación llena de orgullo a todos los cordobeses.
Gracias a ésta, se han entregado donaciones en dinero y aparatología de última generación, y la Fundación ha becado a médicos para que se especialicen en Estados Unidos. Esos son algunos de los logros de Corazoncito, que hoy redundan en beneficios para los niños carenciados que necesitan de una mano amiga para así contar con una oportunidad de vivir.
En aquel momento el Pichi sintió con mucha fuerza la importancia de participar y aunar esfuerzos para lograr el bien común. “Me di cuenta de que es posible, con esfuerzo, honestidad y corazón, lograr cosas importantes"

### Política
En 2003 incursionó en la política, mediante el recientemente creado Partido Nuevo contra la Corrupción, liderado por Luis Juez, que ese año se impuso en las elecciones municipales. Campana se desempeñó desde entonces como concejal y jefe de la bancada oficialista.
En 2007, tras haber comenzado campaña política como intendente de la ciudad, aceptó ser candidato a vicegobernador de Juan Schiaretti en la Provincia de Córdoba, por el Partido Justicialista, cuya fórmula resultó ganadora asumiendo en diciembre de ese año. Su mandato como Vicegobernador de la Provincia de Córdoba se extendió por cuatro años hasta diciembre de 2011. Unos meses antes de la finalización del mandato, se presentó a elecciones como candidato a intendente de la Ciudad de Córdoba, elección que no ganó, asumiendo como Concejal por el Bloque de Unión por Córdoba en esa fecha hasta 2015.
En las elecciones 2015 para Gobernador y legisladores, Pichi Campana obtuvo otro importante triunfo con su lista, coronándose Juan Schiaretti como gobernador electo y Campana como Legislador de la provincia de Córdoba. Cargo que asumió el 10 de diciembre de 2015 hasta 2019. 
En diciembre de 2019 fue nombrado Presidente de la Agencia Córdoba Deportes, teniendo a su cargo la gestión del deporte en la provincia de Córdoba. Su permanencia en el cargo se extendió por cuatro años hasta diciembre de 2023.
En diciembre de 2023 asume en la Municipalidad de Córdoba como Secretario de Fortalecimiento Vecinal y Deportes, dependiendo de su órbita los centros vecinales, los centros deportivos municipales y los, recientemente traspasados a la ciudad, 56 Polideportivos Sociales Municipales.

## Trayectoria
- 1976-1982 - Redes Cordobesas (Córdoba)
- 1982-1985 - Obras Sanitarias (Buenos Aires)
- 1985-1986 - Sport Club Cañadense (Cañada de Gómez)
- 1987-1988 - Atenas (Córdoba)
- 1989-1990 - River Plate (Buenos Aires)
- 1990-1991 - Gimnasia y Esgrima Pedernera Unidos (San Luis)
- 1991-1992 - Atenas (Córdoba)
- 1992-1993 - Club Banco de Córdoba (Córdoba)
- 1993-1995 - Olimpia (Venado Tuerto)
- 1995-1996 - Peñarol (Mar del Plata)
- 1996-2000 - Atenas (Córdoba)
- 2000-2002 - Boca Juniors (Buenos Aires)
- 2002-2004 - Atenas (Córdoba)

## Selección argentina
- Sudamericano Juvenil de 1982.
- Panamericano Juvenil de 1982.
- Mundial Juvenil de 1983.
- Sudamericanos de 1985 y 1989.
- Mundiales de 1986, 1990 y 1994.
- Preolímpico de 1992.
- Juegos de la Buena Voluntad de 1994.
- Premundial de 1997.

### Presencia internacionales en Clubes
- Copa William Jones con Obras Sanitarias de 1983 y 1984.
- Sudamericano de Clubes con Olimpia de 1994.
- Panamericano de Clubes con Olimpia de 1994.
- Panamericano de Clubes con Atenas de 1996 y 1997.
- Liga Sudamericana con Atenas de 1997, 1998, 1999 y 2000.
- Campeonato Open McDonald´s con Atenas en París, 1997.

## Palmarés

### Títulos nacionales
- Campeón con Atenas de la Liga Nacional en 1987, 1988, 1991/92, 1997/98, 1998/99 y 2002/03 y con GEPU en 1990/91.

### Títulos internacionales
- Campeón con Obras Sanitarias de la Copa William Jones en 1983.
- Campeón con Atenas del Campeonato Panamericano de Clubes en 1996.
- Campeón con Atenas de la Liga Sudamericana de Clubes de 1997, 1998 y 2004

### Menciones
- Mejor Jugador de las temporadas 1989, 1990, 1990/91 y 1998/99.
- Mejor Jugador de las finales en 1987, 1990/91 y 1991/92.
- Máximo Anotador de las temporadas 1989, 1990, 1990/91 y 1991/92.
- Máximo anotador de la historia de la Liga Nacional con 17359 puntos.
- Récord de puntos en un partido para un jugador nacional con 62 puntos en la temporada 1990.[1]
- Récord de dobles convertidos en un partido con 24 en la temporada 1990.
- Récord de libres convertidos en un partido con 25 en la temporada 1995/96.
- Primer jugador en superar los 15000 puntos en la Liga Nacional.
- Participante del Juego de las Estrellas de la LNB en 1988, 1989, 1990, 1992, 1993, 1995, 1996, 1997, 1998, 1999, 2000 y 2001.
- Ganador del Torneo de Volcadas de la LNB 1990.
- Ganador del Torneo de Triples de la LNB 1995.
- Participó de un campamento de novatos de New Jersey Nets (NBA) en 1991.
- Olimpia de Plata en 1988, 1991 y 1998.
- Premio Konex 1990 y 2000: Diploma al Mérito.